# Любке, Фридрих Вильгельм
Фридрих Вильгельм Лю́бке (нем. Friedrich Wilhelm Lübke; 25 августа 1887, Энкхаузен — 16 октября 1954, Аугард) — немецкий политик, член ХДС. Премьер-министр земли Шлезвиг-Гольштейн в 1951—1954 годах.

## Биография
Фридрих Вильгельм Любке — старший брат федерального президента ФРГ Генриха Любке. Их отец Фридрих-Вильгельм работал сапожником и занимался сельским хозяйством. В возрасте 13 лет Фридрих Вильгельм ушёл служить на флот, получил патент штурмана. В 1913 году получил патент капитана. Свои воспоминания о службе на море Любке изложил в рассказах. В Первую мировую войну Фридрих Вильгельм Любке служил в звании лейтенанта в 1-й подводной флотилии. По Версальскому договору 1919 года Германия лишилась торгового флота, и Любке приобрёл в Аугарде под Фленсбургом крестьянское подворье, где занимался сельским хозяйством с 1922 года и вплоть до своей смерти. С 1925 года Любке занимал руководящие должности в хозяйственных и политических организациях крестьянских союзов.
Во Вторую мировую войну Любке являлся представителем Верховного командования кригсмарине в датском Орхусе. После 1945 года Любке стал одним из соучредителей ХДС в Шлезвиг-Гольштейне и являлся председателем местного правления партии в 1951—1954 годах.
В 1947—1950 и с 12 сентября 1954 года и до своей кончины 16 октября 1954 года Любке являлся депутатом ландтага Шлезвиг-Гольштейна. После досрочной отставки Вальтера Бартрама Фридрих Вильгельм Любке в результате нескольких раундов голосования был избран премьер-министром земли Шлезвиг-Гольштейн. Любке сформировал правительство 13 августа 1951 года. На посту премьер-министра Любке сконцентрировал своё внимание на экономическом восстановлении земли и всего северо-западного региона. После отставки Любке по состоянию здоровья в октябре 1954 года премьер-министром Шлезвиг-Гольштейна был избран Кай-Уве фон Хассель.
Фридрих Вильгельм Любке был женат и являлся отцом троих детей.

## Публикации
- Männer auf Tiefwasserfahrt. Möller, Rendsburg 1942
- Matrosen segeln um die Welt. Möller, Rendsburg 1949
- Ekke Nekkepenn. Möller, Rendsburg 1953